# Домінік Жак де Еренс
Домінік Жак де Еренс (нід. Dominique Jacques de Eerens; 17 березня 1781 — 30 травня 1840) — голландський генерал-майор, сорок другий генерал-губернатор Голландської Ост-Індії.

## Біографія

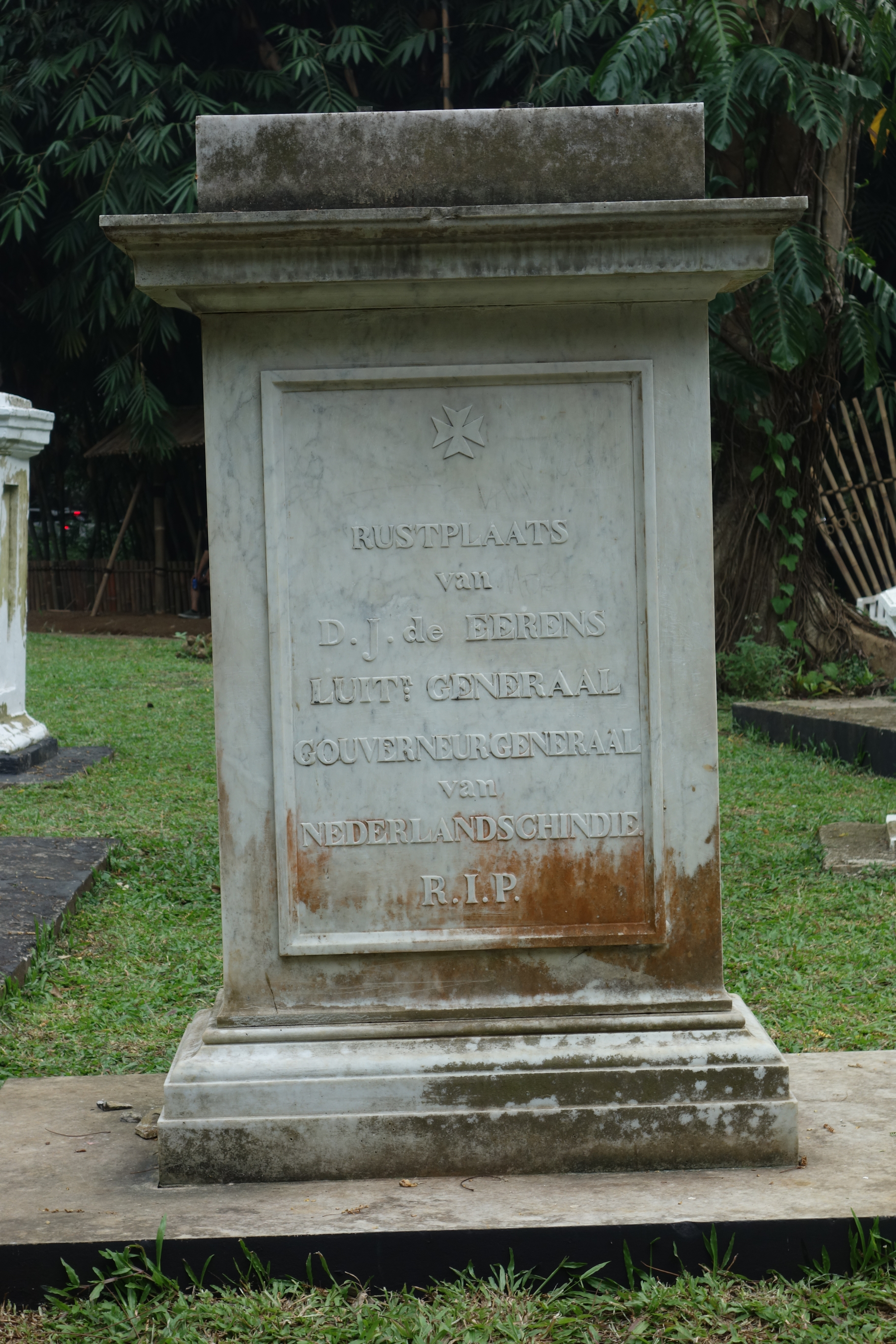
Могила де Еренса в Богорському ботанічному саду.

Домінік Жак де Еренс вступив на військову службу 15 квітня 1798 року. 31 серпня наступного року отримав звання сержанта. Брав участь в кампанії в Північній Голландії, був поранений. Генерал-лейтенант Жан-Батист Дюмонсо надав де Еренсу звання лейтенанта за подвиг в бою. 
Загалом, за 1803-1815 роки де Еренс брав участь не менш ніж в десяти битвах по всій Європі. 21 квітня 1815 року де Еренс отримав звання генерал-майора. 20 червня 1819 року він був нагороджений орденом Віллема III степені, а 4 липня 1829 року орденом Нідерландського лева.
29 лютого 1836 року де Еренс став генерал-губернатором Ост-Індії. Він помер при виконані службових обов'язків 30 травня 1840 року.